# Brachiaria megastachya
Brachiaria megastachya là một loài thực vật có hoa trong họ Hòa thảo. Loài này được (Nees ex Trin.) Zuloaga & Soderstr. mô tả khoa học đầu tiên năm 1985.